# Asesinato de Barbara Barnes
Barbara Ann Barnes (Steubenville, Ohio; 12 de agosto de 1982-7 de diciembre de 1995) fue una colegiala estadounidense asesinada en diciembre de 1995 a los trece años de edad. El caso sigue sin resolverse. Muchos han especulado con la posibilidad de que su tío fuera el responsable de su muerte, pero otros creen que el crimen fue cometido por alguien de la zona. El periodista James Renner ha publicado su teoría de que el caso podría estar relacionado con los asesinatos de Tina Harmon, Krista Harrison, Deborah Kaye "Debbie" Smith y Amy Mihaljevic.

## Antecedentes
Barnes fue descrita como una chica tranquila de voz suave a la que le iba bien en la escuela. Estaba en octavo curso y asistía a la cercana Harding Middle School. Debido a la corta distancia entre su casa y la escuela, iba y venía andando todos los días, junto con muchos otros estudiantes. Su padre había sido asesinado a tiros en 1989, lo que la había afectado hasta el punto de cambiar su personalidad. Vivía con su madre y hermanos menores.

## Desaparición y asesinato
Una compañera de clase informó de que Barnes se dirigía a la escuela de Steubenville, en el condado de Jefferson de Ohio, su ciudad natal, cuando fue secuestrada el 7 de diciembre de 1995. Tras no regresar a casa, se inició una investigación que incluyó búsquedas por todo el estado. El 22 de febrero de 1996, unos topógrafos descubrieron sus restos enterrados a treinta millas en el lecho de un río y los examinadores determinaron que había sido violada y estrangulada.

## Investigación
Aunque su cuerpo fue descubierto cerca de la propiedad de su tío, Louis Boyce, éste no fue acusado de su asesinato. Boyce permaneció bajo sospecha debido al hecho de que, al parecer, no pasó la prueba del polígrafo en relación con el asesinato de Barbara.
Un amigo de Boyce expresó que era poco probable que su tío tuviera algo que ver con el asesinato, afirmando que no era probable que hubiera hecho daño a ninguno de los hijos de su pariente. Sin embargo, la policía sospechaba que ese mismo hombre había participado en el asesinato de su padre años antes. Otras pistas incluyen a un hombre de Florida condenado por secuestro de niños que había estado presente en Steubenville cuando Barbara Barnes fue secuestrada. Aunque algunos miembros del departamento de policía se muestran escépticos y apoyan la teoría de que pudo haber sido asesinada por alguien nativo de la zona.